# Ingredients in a Recipe for Soul
Ingredients in a Recipe for Soul – album amerykańskiego muzyka Raya Charlesa, wydany w 1963 roku. W 1990 roku ukazał się on na płycie CD z czterema bonusowymi utworami.
Piosenki z albumów Ingredients in a Recipe for Soul oraz Have a Smile with Me zostały w 1997 roku wydane na jednej płycie.

## Lista utworów

### Strona pierwsza
| 1. | „Over the Rainbow” (Harold Arlen, E.Y. Harburg) | 4:09  |
|    |                                                 |       |
| 2. | „Ol’ Man Time” (Friend)                         | 2:27  |
|    |                                                 |       |
| 3. | „In The Evening (When The Sun Goes Down)”       | 5:50  |
|    |                                                 |       |
| 4. | „Busted” (Howard)                               | 2:15  |
|    |                                                 |       |
| 5. | „A Stranger In Town” (Mel Tormé)                | 2:26  |
|    |                                                 |       |
|    |                                                 | 17:07 |
|    |                                                 |       |

### Strona druga
| 1. | „That Lucky Old Sun (Just Rolls Around Heaven)”                | 4:20  |
|    |                                                                |       |
| 2. | „Born to Be Blue” (Mel Tormé, Bob Wells)                       | 2:53  |
|    |                                                                |       |
| 3. | „Where Can I Go?”                                              | 3:29  |
|    |                                                                |       |
| 4. | „Ol' Man River” (Oscar Hammerstein, Jerome Kern)               | 5:29  |
|    |                                                                |       |
| 5. | „You’ll Never Walk Alone” (Oscar Hammerstein, Richard Rodgers) | 4:00  |
|    |                                                                |       |
|    |                                                                | 20:11 |
|    |                                                                |       |

### Reedycyjne utwory bonusowe
| 1. | „Something’s Wrong”                             | 2:49  |
|    |                                                 |       |
| 2. | „The Brightest Smile in Town”                   | 2:47  |
|    |                                                 |       |
| 3. | „Worried Life Blues” (z Sidem Fellerem)         | 3:07  |
|    |                                                 |       |
| 4. | „My Baby! (I Love Her, Yes I Do)” (Ray Charles) | 3:04  |
|    |                                                 |       |
|    |                                                 | 11:47 |
|    |                                                 |       |